# 建国 (人名)
建国，是中国大陆常见人名。2020年有78万人名为建国，其中以王姓（王建国）最多，有7.32万人，占9.38%。这一名称政治意味较浓，通常是为了纪念中华人民共和国成立而起，也有为庆祝抗战胜利而起的。与之类似性质的名称还有“国庆”、“建华”、“解放”以及“建军”等。在建国之后一代最常见的有类似政治意味的姓名是“文革”。除了“国家建立”的含义，这一名称还有“建设国家”的寓意。